# Tillandsia caput-medusae
Tillandsia caput-medusae É.Morren è una pianta epifita appartenente alla famiglia delle Bromeliacee.

## Distribuzione e habitat
La specie è diffusa in Messico e America centrale.